# ヨハン・ネポムク・フックス
ヨハン・ネポムク・フックス（ドイツ語: Johann Nepomuk Fuchs, 1842年5月5日 シュタイアーマルク州フラウエンタール・アン・デア・ラスニッツ – 1899年10月15日 ニーダーエスターライヒ州バート・フェースラウ）はオーストリアの作曲家・指揮者・音楽教師。弟ロベルト・フックスも作曲家である。
なお、ハイドンの弟子で、エステルハージ家の副楽長をつとめた作曲家ヨハン・ネポムク・フックス（ドイツ語版、1766-1839）は別人。

## 経歴
プレスブルクやブルノ、ケルン、ハンブルク、ライプツィヒで指揮者を歴任した後、1880年にウィーン宮廷歌劇場の楽長に就任（1894年に副楽長として残留）する。1888年にウィーン音楽院の教員となり、アレクサンダー・フォン・ツェムリンスキーらを育成する。1893年より院長も務めた。オペラや劇付随音楽を作曲しており、ヘンデルやグルック、シューベルトのオペラを校訂した。また、旧シューベルト全集の出版の際にはブライトコプフ・ウント・ヘルテル社の顧問も務めた。